# Schweppes Tasmanian International 1995
Schweppes Tasmanian International 1995 — жіночий тенісний турнір, що проходив на відкритих кортах з твердим покриттям Domain Tennis Centre в Гобарті (Австралія). Належав до турнірів 4-ї категорії в рамках Туру WTA 1995. Турнір відбувся вдруге і тривав з 9 до 14 січня 1995 року. П'ята сіяна Лейла Месхі здобула титул в одиночному розряді й отримала 17 тис. доларів США.

## Фінальна частина

### Одиночний розряд
Лейла Месхі —  Фан Лі 6–2, 6–3
- Для Месхі це був єдиний титул за сезон і 10-й — за кар'єру.

### Парний розряд
Наґацука Кьоко /  Ай Суґіяма —  Манон Боллеграф /  Лариса Нейланд 2–6, 6–4, 6–2
- It was Наґацуки це був єдиний титул за сезон і 1-й — за кар'єру. Для Суґіями це був єдиний титул за сезон і 2-й - за кар'єру.